# Allen Gregory
Az Allen Gregory egy rövid életű, felnőtteknek szóló animációs sorozat volt, amelyet a népszerű színész, Jonah Hill készített. Hill volt a címadó főszereplő hangja is. A műsor egy 7-éves kisfiúról szól, aki általános iskolába jár. Ott különféle kalandokba keveredik barátaival együtt. Allen Gregory ráadásul szerelmes az iskola igazgatónőjébe, aki történetesen 80 éves. Az érdekes (és bizarr) történet, az animáció és a főszereplő kisgyerek rossz természete miatt sokaknak nem tetszett a sorozat, és a világ egyik legrosszabb rajzfilmjének kiáltották ki. Nem is volt hosszú életű a műsor, mindössze 1 évadot élt meg 7 epizóddal. 22 perces egy epizód. Amerikában a Fox vetítette 2011. október 30.-tól 2011. december 18.-ig. Magyarországon a Viasat6 adta le, 2013-ban.